# Bisceglie (metropolitana di Milano)
Bisceglie è una stazione della linea M1 della metropolitana di Milano.

## Storia
Nel gennaio 1990 fu approvato il Piano dei Trasporti urbani, che prevedeva il prolungamento della linea M1 da Inganni a Bisceglie, senza stazioni intermedie. La stazione venne inaugurata il 21 marzo 1992 e divenne capolinea della diramazione sud-occidentale, aggiungendo alla linea rossa 0,7 km.

## Strutture e impianti
La stazione è situata all'interno del territorio comunale di Milano, presso via Bisceglie. Si tratta di una stazione sotterranea con due binari in una sola canna ed è, inoltre, accessibile ai disabili.
La stazione possiede uscite in via Lucca e in via Ferruccio Parri.

## Interscambi
Nelle vicinanze della stazione effettuano fermata alcune linee urbane ed extraurbane automobilistiche, gestite da ATM.
Presso l'impianto effettuano inoltre capolinea alcune linee automobilistiche interurbane, gestite da Autoguidovie e STAV.
- Fermata autobus

## Servizi
La stazione dispone di:
- Accessibilità per portatori di handicap
- Ascensori
- Scale mobili
- Emettitrice automatica biglietti
- Stazione video sorvegliata
- Parcheggio di scambio con 1400 posti